# Linden Hall
Linden Hall, född 20 juni 1991, är en australisk friidrottare. Hon deltog vid olympiska sommarspelen 2016 och olympiska sommarspelen 2020.